# Абортний туризм
Абортний туризм (англ. abortion tourism) — подорожі в іншу країну з метою виконання аборту, із країни, де закони щодо аборту обмежують чи взагалі забороняють його, до країн, у яких аборти дозволені чи мають більш «м'яке» абортне законодавство. Явище поширене в країнах, де аборти в тій чи іншій мірі заборонені.
Тільки в 5 країнах світу аборти заборонені повністю (Нікарагуа, Домініканська республіка, Республіка Ель-Сальвадор, Мальта і Ватикан). Лише дві з них — європейські. Суворим законодавством щодо переривання вагітності відрізняється Ірландія, де аборт заради порятунку життя жінки дозволили лише в 2013 році. У Польщі аборт дозволений, якщо вагітність загрожує життю і здоров'ю жінки, стала результатом зґвалтування або якщо плід має важкі вади розвитку.
Розгляд сеймом Польщі законопроєкту про повну заборону переривання вагітності в жовтні 2016 року викликам масові протести проти заборони абортів та міжнародний рух на захист репродуктивних прав. Вже тоді біля 15 % всіх абортів, які робили польки, виконувались за межами держави.
В Україні аборт дозволений та може бути здійснений за законним запитом протягом перших 12 тижнів вагітності не за медичними показами.